# Хидромотор
Хидромотор је елемент у хидраулици који преводи притисак радног флуида у механички рад. У ширем смислу и клипови спадају у хидромоторе а у ужем се овај израз користи само хидромоторе који остварују ротационо кретање. Постоје разне конструкције ротационих хидромотора од којих су најкоришћенији зупчасти и клипни.